# Selección de fútbol sub-17 de Birmania
La Selección de fútbol sub-17 de Birmania es el equipo que representa al país en el Mundial Sub-17, en el Campeonato Sub-16 de la AFC y en el Campeonato Sub-16 de la AFF; y es controlado por la Federación de Fútbol de Myanmar.

## Palmarés
- Campeonato Sub-16 de la AFF: 2

2002, 2005

## Participaciones

### Mundial Sub-17
| Año                         | Fase               | Posición           | PJ                 | PG                 | PE                 | PP                 | GF                 | GC                 |
| --------------------------- | ------------------ | ------------------ | ------------------ | ------------------ | ------------------ | ------------------ | ------------------ | ------------------ |
| China 1985                  | No participó       | No participó       | No participó       | No participó       | No participó       | No participó       | No participó       | No participó       |
| Canadá 1987                 | No clasificó       | No clasificó       | No clasificó       | No clasificó       | No clasificó       | No clasificó       | No clasificó       | No clasificó       |
| Escocia 1989                | No participó       | No participó       | No participó       | No participó       | No participó       | No participó       | No participó       | No participó       |
| Italia 1991                 | No participó       | No participó       | No participó       | No participó       | No participó       | No participó       | No participó       | No participó       |
| Japón 1993                  | No participó       | No participó       | No participó       | No participó       | No participó       | No participó       | No participó       | No participó       |
| Ecuador 1995                | No participó       | No participó       | No participó       | No participó       | No participó       | No participó       | No participó       | No participó       |
| Egipto 1997                 | No participó       | No participó       | No participó       | No participó       | No participó       | No participó       | No participó       | No participó       |
| Nueva Zelanda 1999          | No clasificó       | No clasificó       | No clasificó       | No clasificó       | No clasificó       | No clasificó       | No clasificó       | No clasificó       |
| Trinidad y Tobago 2001      | No clasificó       | No clasificó       | No clasificó       | No clasificó       | No clasificó       | No clasificó       | No clasificó       | No clasificó       |
| Finlandia 2003              | No clasificó       | No clasificó       | No clasificó       | No clasificó       | No clasificó       | No clasificó       | No clasificó       | No clasificó       |
| Perú 2005                   | No clasificó       | No clasificó       | No clasificó       | No clasificó       | No clasificó       | No clasificó       | No clasificó       | No clasificó       |
| Corea del Sur 2007          | No clasificó       | No clasificó       | No clasificó       | No clasificó       | No clasificó       | No clasificó       | No clasificó       | No clasificó       |
| Nigeria 2009                | Abandonó el torneo | Abandonó el torneo | Abandonó el torneo | Abandonó el torneo | Abandonó el torneo | Abandonó el torneo | Abandonó el torneo | Abandonó el torneo |
| México 2011                 | No clasificó       | No clasificó       | No clasificó       | No clasificó       | No clasificó       | No clasificó       | No clasificó       | No clasificó       |
| Emiratos Árabes Unidos 2013 | No clasificó       | No clasificó       | No clasificó       | No clasificó       | No clasificó       | No clasificó       | No clasificó       | No clasificó       |
| Chile 2015                  | No clasificó       | No clasificó       | No clasificó       | No clasificó       | No clasificó       | No clasificó       | No clasificó       | No clasificó       |
| India 2017                  | No clasificó       | No clasificó       | No clasificó       | No clasificó       | No clasificó       | No clasificó       | No clasificó       | No clasificó       |
| Brasil 2019                 | No clasificó       | No clasificó       | No clasificó       | No clasificó       | No clasificó       | No clasificó       | No clasificó       | No clasificó       |
| Indonesia 2023              | No clasificó       | No clasificó       | No clasificó       | No clasificó       | No clasificó       | No clasificó       | No clasificó       | No clasificó       |
| Total                       | 0/19               | 0º                 | 0                  | 0                  | 0                  | 0                  | 0                  | 0                  |

### Campeonato Sub-16 de la AFC
| AFC U-16 Championship | AFC U-16 Championship | AFC U-16 Championship | AFC U-16 Championship | AFC U-16 Championship | AFC U-16 Championship | AFC U-16 Championship | AFC U-16 Championship | AFC U-16 Championship |
| Año                   | Resultado             | J                     | G                     | E                     | P                     | GF                    | GC                    |                       |
| --------------------- | --------------------- | --------------------- | --------------------- | --------------------- | --------------------- | --------------------- | --------------------- | --------------------- |
| 1985                  | No participó          | No participó          | No participó          | No participó          | No participó          | No participó          | No participó          |                       |
| 1986                  | Fase de grupos        | 3                     | 1                     | 1                     | 1                     | 2                     | 6                     |                       |
| 1988                  | No participó          | No participó          | No participó          | No participó          | No participó          | No participó          | No participó          |                       |
| 1990                  | No participó          | No participó          | No participó          | No participó          | No participó          | No participó          | No participó          |                       |
| 1992                  | No participó          | No participó          | No participó          | No participó          | No participó          | No participó          | No participó          |                       |
| 1994                  | No participó          | No participó          | No participó          | No participó          | No participó          | No participó          | No participó          |                       |
| 1996                  | No participó          | No participó          | No participó          | No participó          | No participó          | No participó          | No participó          |                       |
| 1998                  | No clasificó          | No clasificó          | No clasificó          | No clasificó          | No clasificó          | No clasificó          | No clasificó          |                       |
| 2000                  | Fase de grupos        | 4                     | 1                     | 1                     | 2                     | 4                     | 7                     |                       |
| 2002                  | Fase de grupos        | 3                     | 0                     | 0                     | 3                     | 4                     | 12                    |                       |
| 2004                  | No clasificó          | No clasificó          | No clasificó          | No clasificó          | No clasificó          | No clasificó          | No clasificó          |                       |
| 2006                  | Fase de grupos        | 2                     | 0                     | 0                     | 2                     | 2                     | 11                    |                       |
| 2008                  | Abandonó el torneo    | Abandonó el torneo    | Abandonó el torneo    | Abandonó el torneo    | Abandonó el torneo    | Abandonó el torneo    | Abandonó el torneo    |                       |
| 2010                  | No clasificó          | No clasificó          | No clasificó          | No clasificó          | No clasificó          | No clasificó          | No clasificó          |                       |
| 2012                  | No clasificó          | No clasificó          | No clasificó          | No clasificó          | No clasificó          | No clasificó          | No clasificó          |                       |
| 2014                  | No clasificó          | No clasificó          | No clasificó          | No clasificó          | No clasificó          | No clasificó          | No clasificó          |                       |
| 2016                  | No clasificó          | No clasificó          | No clasificó          | No clasificó          | No clasificó          | No clasificó          | No clasificó          |                       |
| 2018                  | No clasificó          | No clasificó          | No clasificó          | No clasificó          | No clasificó          | No clasificó          | No clasificó          |                       |
| 2023                  | No clasificó          | No clasificó          | No clasificó          | No clasificó          | No clasificó          | No clasificó          | No clasificó          |                       |
| Total                 | 4/19                  | 12                    | 2                     | 2                     | 8                     | 12                    | 36                    |                       |

### Campeonato Sub-16 de la AFF
| AFC U-16 Championship | AFC U-16 Championship | AFC U-16 Championship | AFC U-16 Championship | AFC U-16 Championship | AFC U-16 Championship | AFC U-16 Championship | AFC U-16 Championship | AFC U-16 Championship |
| Año                   | Resultado             | J                     | G                     | E                     | P                     | GF                    | GC                    |                       |
| --------------------- | --------------------- | --------------------- | --------------------- | --------------------- | --------------------- | --------------------- | --------------------- | --------------------- |
| 2002                  | Campeón               | 6                     | 5                     | 1                     | 0                     | 34                    | 5                     |                       |
| 2005                  | Campeón               | 4                     | 3                     | 0                     | 1                     | 14                    | 8                     |                       |
| 2006                  | Finalista             | 3                     | 2                     | 0                     | 1                     | 4                     | 5                     |                       |
| 2007                  | Fase de grupos        | 3                     | 1                     | 1                     | 1                     | 5                     | 4                     |                       |
| 2008                  | No participó          | No participó          | No participó          | No participó          | No participó          | No participó          | No participó          |                       |
| 2010                  | No participó          | No participó          | No participó          | No participó          | No participó          | No participó          | No participó          |                       |
| 2011                  | 3.º Lugar             | 6                     | 4                     | 1                     | 1                     | 10                    | 6                     |                       |
| 2012                  | No participó          | No participó          | No participó          | No participó          | No participó          | No participó          | No participó          |                       |
| 2013                  | Fase de grupos        | 4                     | 2                     | 0                     | 2                     | 7                     | 7                     |                       |
| 2015                  | Finalista             | 6                     | 4                     | 0                     | 2                     | 10                    | 8                     |                       |
| 2016                  | Fase de grupos        | 5                     | 2                     | 1                     | 2                     | 9                     | 8                     |                       |
| 2017                  | Fase de grupos        | 5                     | 2                     | 1                     | 2                     | 6                     | 8                     |                       |
| 2018                  | 4.º Lugar             | 7                     | 3                     | 1                     | 3                     | 17                    | 9                     |                       |
| 2019                  | Fase de grupos        | 5                     | 1                     | 1                     | 3                     | 2                     | 11                    |                       |
| 2022                  | 4.º Lugar             | 6                     | 2                     | 2                     | 1                     | 6                     | 7                     |                       |
| Total                 | 12/15                 | 60                    | 30                    | 8                     | 19                    | 124                   | 86                    |                       |